# Karl Diederichs (Marineoffizier)
Karl Diederichs (* 19. März 1892 in Holzminden/Weser; † 25. Mai 1959) war ein deutscher Marineoffizier.

## Leben
Karl Diederichs trat im April 1910 in die Kaiserliche Marine ein. Bis Kriegsende war er zuletzt als Wachoffizier auf der Thüringen, unterbrochen durch eine Kommandierung zum Marine-Korps-Luftabwehr im Februar/März 1918. Am 22. März 1916 war er zum Oberleutnant zur See befördert worden. Am 24. November 1919 wurde er aus der Marine verabschiedet und erhielt am 27. Dezember 1919 den Charakter als Kapitänleutnant verliehen.
Von September 1939 bis Dezember 1939 war er zur Baubelehrung bei der Kriegsmarinedienststelle Bremen. Ab Januar des darauffolgenden Jahres war er bis Juli 1940 Chef der 12. Vorpostenflottille. Anschließend übernahm er die 2. Vorpostenflottille und erhielt am 28. August 1942 in dieser Position das Deutsche Kreuz in Gold verliehen. Von Juni 1943 bis Februar 1944 war er Führer der 7. Sicherungs-Division. Bis Ende 1944 war er als Generalreferent im OKM eingesetzt und übernahm bis Kriegsende den 5. Küstensicherungsverband beim Admiral der norwegische Westküste.
Am 1. April 1945 wurde er zum Kapitän zur See d. R. befördert. Er war damit nur einer von dreizehn Reserveoffiziere, welche den Dienstgrad eines Kapitäns zur See der Reserve erhielten. In einen Admiralsdienstgrad wurde kein Reserveoffizier befördert. Mit der Beförderung Anfang April 1945 war er der letzte der dreizehn Reserveoffiziere im Rang eines Kapitäns zur See d. R.
Nach der bedingungslosen Kapitulation der Wehrmacht kam er in Kriegsgefangenschaft, aus welcher er im November 1945 entlassen wurde.